# Актон, Джон
Джон Фрэнсис Эдвард Актон или Эктон, 6-й баронет Элденхэм   (англ. John Acton, 6th Baronet of Aldenham, итал. Sir John Francis Edward Acton, VI Baronetto di Aldenham; 3 июня 1736 — 12 августа 1811) — командующий флотом Тосканы и Неаполитанского королевства во время Наполеоновских войн. Ключевая фигура Неаполитанских войн, всемогущий временщик в правление Фердинанда IV и Марии Каролины.
Родился в Безансоне, где его отец-католик, выходец из Англии, имел врачебную практику. Поначалу служил во французском флоте. На службе у тосканского герцога Леопольда Габсбурга получил адмиральский чин. Командовал его флотом во время неудачной попытки испанцев овладеть Алжиром в 1775 году.
Благодаря связи с сестрой Леопольда, Марией Каролиной, получил от её мужа, короля Фердинанда Неаполитанского и Сицилийского, приглашение заняться переустройством и усовершенствованием национального флота. В 1779 году перебрался в Неаполь, где, пользуясь покровительством королевы, становится морским и военным министром, затем министром финансов и, с 1789 года, Государственным секретарём — вторым человеком в королевстве.
При ведении внешней политики Актон полагался на рекомендации британского посланника Гамильтона. Его с королевой сближала ненависть к революционной Франции, где была казнена сестра королевы. Чтобы противостоять французам, Актон полагался на союз с англичанами и австрийцами, а это раздражало местную аристократию, которая имела тесные исторические связи с союзной французам Испанией.
В 1791 году Актон унаследовал от своего дальнего родственника имение Элденхэм-холл в Шропшире вместе с титулом баронета, однако не подумал покинуть насиженные места.
После вступления в пределы королевства французских войск адмирал Актон вместе с королевским семейством бежал на борту корабля Нельсона в Палермо. По возвращении в Неаполь, через пять месяцев, утопил в крови Партенопейскую республику, несмотря на письменные увещевания русского адмирала Ушакова.
25 сентября 1800 года получил от русского императора Павла I, одобрявшего введённый им полицейский режим, ордена Андрея Первозванного, Св. Александра Невского и Св. Анны 1-й степени.
Продолжал прежнюю деспотическую политику до 1806 года, когда под натиском французской армии вновь был вынужден бежать с королём на Сицилию. Растеряв доверие монарха, ненавидимый местной аристократией, остался доживать свои дни в Палермо. Его мраморная гробница расположена при входе в церковь Санта-Нинфа-ди-Крочифери в Палермо.
В возрасте 63 лет с разрешения папы римского адмирал женился на собственной племяннице Марии Анне Актон. Из их сыновей старший, Фердинанд Ричард, взял в жёны внучатую племянницу бездетного князя Дальберга и принял двойную фамилию «Дальберг-Актон», а младший, Карл Януарий, сделал блестящую карьеру в римской курии и был произведён в кардиналы.